# Mario Moretti
Mario Moretti, född 16 januari 1946 i Porto San Giorgio, Marche, Italien, är en italiensk kommunist, före detta terrorist och en av Röda brigadernas grundare. Moretti greps 1981 och dömdes senare till sex livstidsstraff för terrorism, kidnappning och mord. Han beviljades emellertid redan i juli 1997 frigång under dagtid för att arbeta utanför fängelset. Han har fortfarande 2020 samma rättsliga status; han får inte lämna Milano och måste återvända till fängelset varje kväll.

## Bakgrund och uppväxt
Moretti växte upp i en arbetarfamilj med små ekonomiska resurser, särskilt efter att hans far dött då sonen var 17 år. Familjens kosthållning bestod enligt Moretti mest av bröd och mortadella och den hårt arbetande modern satsade alla sina inkomster på utbildning för sina fyra barn. Morettis ungdomskamrater började i stort sett alla arbeta efter mellanstadiet i skolan medan han försökte följa sin äldre systers exempel och fortsatte studera. Efter avslutad skolgång sökte han sig till ett industritekniskt institut i Fermo där han tog examen med inriktning mot telekommunikation 1966. Därefter flyttade han till Milano, där han fick anställning vid telekom-företaget Ceiet med teletekniska arbeten vid företagets nya och då ännu inte färdigbyggda anläggning i Varese. Arbetet innebar daglig pendling mellan Milano och Varese, vilken Moretti snart tröttnade på och sökte i stället anställning vid Sit-Siemens, en av de stora arbetsgivarna i Milano med mer än 6 000 anställda. Det var under den perioden hans intresse för politik väcktes och han började frekventera olika vänsterorganisationers möten samtidigt som han i slutet av 1967 påbörjade studier i ekonomi och handel vid Milanos katolska universitet. Den vänstergrupp vars möten han oftast och mest regelbundet besökte var Comitato unitario di base (Cub), skapad för politiska studier av fackföreningsanslutna arbetare vid företaget Pirelli. På ett av Cubs möten träffade han Margherita Cagol och blev genom henne bekant även med Renato Curcio.

## Politisk aktivism och ledarskap i Röda brigaderna
Genom sin bekantskap med Cagol och Curcio kom Moretti i kontakt med Collettivo politico metropolitano, en sammanslutning där Curcio spelade en ledande roll och var en av initiativtagarna till gruppen. Gruppens medlemmar var allmänt missnöjda med 68-rörelsens tillkortakommanden och PCI:s envisa fasthållande vid en reformistisk linje, och kanske framför allt 68-rörelsens akademiker som pratade för mycket i stället för att agera. Under den så kallade ”heta hösten” 1969 skärptes motsättningarna mellan arbetarna och arbetsgivarna och den utlösande gnistan som ledde till skapandet av Röda brigaderna blev det som inom vänstern ofta kallades ”statens blodbad”, det av extremhögern organiserade bombdådet på Piazza Fontana. Det attentatet övertygade många inom den utomparlamentariska vänstern om att de borde ta steget till väpnad kamp mot staten. Ur denna övertygelse föddes så småningom Röda brigaderna, först bara som en signatur med den asymmetriska femuddiga stjärnan i samband med industrisabotage, och från 1972 som en fast underjordisk organisation som senare formulerade sitt slutmål: att besegra staten i en väpnad utnötningsstrid som skulle komma att vara i många år, kanske årtionden. Moretti var med från de första stadierna av organiserandet tills han arresterades 1981.
Moretti började sin olagliga verksamhet med att sprida flygblad bland arbetarna vid Sit-Siemens, gick därifrån till sabotage med bensinbomber och till sist den berömda kidnappningen av ingenjören Idalgo Macchiarini, en av Sit-Siemens chefer, som fotograferades med en pistol riktad mot kinden och en propagandaskylt hängande på bröstet och släpptes sedan i ”tillfällig frihet”. Kidnappningen ägde rum 3 mars 1972 och var den första av Röda brigadernas aktioner där medlemmarna uppträdde med dragna skjutvapen. Moretti var en av få som lyckades undkomma den arresteringsvåg som följde. Hans fru Lia arresterades däremot och trots att hon snart släpptes på fri fot kom det att dröja över 20 år innan Moretti återsåg henne och sonen Marcello. De som undkom fattade beslutet att Röda brigaderna skulle gå under jorden och att medlemmarna därefter skulle uppträda under falska namn och bo på hemliga adresser, så kallade ”covi” ('lyor', 'gryt'). En organisatorisk struktur av stuprörstyp inrättades där de olika avdelningarna inte hade någon direkt kontakt med varandra. De enda som visste hur man kunde förmedla meddelanden från en avdelning till en annan var ett verkställande utskott bestående av fyra personer, som vid starten 1972 var Moretti, Curcio, Alberto Franceschini och Pierino Morlacchi. Moretti satt kvar i utskottet tills han arresterades 1981 medan samtliga andra platser bytte innehavare ett flertal gånger.
Morettis förmåga att undvika upptäckt och arrestering blev något av en legend. Själv menade han att det berodde på en kombination av två saker, noggrant iakttagande av överenskomna säkerhetsrutiner och en portion tur. Att han klarade den situation då hans fru greps berodde på att han efter att ha sett en bil med misstänkt många antenner i närheten av sin bostad på Via Boiardo i Milano väntade med att gå in. Efter ett tag fick han syn på Enzo Tortora, en av Italiens mest kända tv-journalister som anlände till platsen med ett filmteam. Moretti som anlänt med bil lämnade platsen till fots. Bilen var registrerad på hans fru som greps samma kväll. Det var sista gången under sin tid som brigadist Moretti körde en bil som inte var stulen. Det innebar inga eftergifter i säkerhetsavseende. I en intervju många år senare förklarade han: ”Vet ni hur många falska dokument det behövs för att komma i väg 'rent' om du blir stoppad i en stulen bil? Det behövs åtta och om du inte har dem är det bättre att åka spårvagn”. 
Moretti undkom arrestering även då Franceschini och Curcio gick i en fälla och greps av Dalla Chiesas karabinjärer på parkeringen vid järnvägsstationen i Pinerolo 8 september 1974 när de anlände dit för ett möte med angivaren Silvano Girotto, även känd som ”broder k-pist” (”frate mitra”). En förvarning om fällan som kom från en anonym källa nådde Moretti via brigadisten Antonio ”Nanni” Casaletti men eftersom Franceschini och Curcio till skillnad från Moretti inte följde sin ursprungliga färdplan kunde Moretti och Casaletti inte hitta dem och därför inte heller vidarebefordra varningen. Tillsammans med några andra, framför allt Prospero Gallinari, företrädde Moretti en hårdare linje i kampen mot staten än Curcio och Franceschini och när dessa två nu var i fängelse innebar det en långsam svängning i riktning mot mer våldsanvändning, även dödligt våld. En spektakulär fritagning av Curcio från fängelset i Casale Monferrato i februari 1975 innebar ingen ändring i det avseendet. Fritagningen leddes av Cagol och utfördes av en beväpnad grupp brigadister, bland andra Moretti och Rocco Micaletto, en blivande medlem av verkställande utskottet, men efter elva månader på fri fot greps Curcio igen och var då ur spel på längre sikt. Under Curcios elva månader på flykt dödades Cagol i en eldstrid med karabinjärer, en tung personlig förlust inte bara för honom men även för hennes nära vän Moretti.
Efter Cagols död var Moretti det tyngsta namnet i Röda brigadernas verkställande utskott och i praktiken den som kom att leda verksamheten åren 1976-1981. Det var under 1976 som brigadernas första mordkommandon skickades ut och skjutningar av politiker, domare, poliser och journalister på kort tid utvecklades till vardagliga händelser i Italien. Moretti och Gallinari ansåg att man framför allt borde slå till mot Democrazia Cristiana (DC) som var det statsbärande partiet i Italien. Moretti såg en nära nog fullständig identitet mellan staten och DC, till den grad att han ansåg att en valförlust som skulle ha ställt DC i opposition i Italien var likvärdigt med en revolution. Eftersom han också menade att detta aldrig skulle komma att hända under det rådande samhällssystemet, var det enda alternativet att slå till mot statens hjärta, alltså DC.
Under 1975 tog Moretti det första steget och flyttade till Rom för att försöka skapa en ny (fjärde) avdelning för Röda brigaderna där, tillsammans med två andra medlemmar av ”colonna di Milano”, Franco Bonisoli, som var ny medlem av verkställande utskottet, och Carla Brioschi. Väl på plats fann de snart rekryter av god kvalitet i militanta före detta medlemmar av den upplösta aktivistorganisationen Potere Operaio (Potop). Den första av dessa att ansluta sig var Barbara Balzerani och andra strömmade snabbt till. Av Röda brigadernas reguljära medlemmar ('i regolari') i Rom hösten 1977 var de flesta tidigare Potop-medlemmar. Deras bas i Velletri blev platsen ett stort möte för Röda brigadernas strategiska ledning (Direzione strategica) i februari 1978. Denna grupp, ca 15 personer, fattade då det slutliga beslutet att den under flera månader planerade kidnappningen av Aldo Moro skulle verkställas och att Moretti skulle leda operationen.

## Kidnappningen av Aldo Moro
Omständigheterna kring Aldo Moros kidnappning och fångenskap som slutade morgonen den 9 maj 1978 med att han blev mördad är i allt väsentligt klarlagda, även om mängder av så kallade konspirationsteoretiker hävdar motsatsen. Fem av dramats huvudpersoner, brigadisterna Moretti, Gallinari, Anna Laura Braghetti, Valerio Morucci och Germano Maccari har lämnat redogörelser som skiljer sig från varandra i vissa detaljer men sammantaget ger en mycket tydlig bild av vad som hände och varför. Moretti var ledaren och det var han ensam som samtalade med Moro om politiska frågor. Enligt Moretti var det varken frågan om förhör eller något slags formaliserad rättsprocess i ”folkets domstol”. Att Röda brigaderna i sina kommunikéer använde uttrycket ”process” var ren propaganda, föranledd av att det samtidigt i Turin pågick en rättsprocess mot Röda brigadernas fängslade ledare. Förhandlingsprocessen gällande en fångutväxling, 13 fängslade vänsteraktivister mot Moro, sköttes enligt Moretti huvudsakligen av Moro själv genom hans brev till Cossiga, Zaccagnini och påven med flera. När även påven i sitt svar omsider anslöt sig till den politiska konsensuslinjen att man inte skulle förhandla med Röda brigaderna var processen i en återvändsgränd. Moretti: ”Från det ögonblicket kände Moro sig förlorad”.
Enligt Moretti har motparten, Democrazia Cristiana, under händelseförloppet och efteråt gett en medvetet falsk bild av händelserna för att friskriva sig från sin del av ansvaret för det som skedde och framför allt det faktum att de övergav sin partiledare. Att Röda brigadernas krav på frisläppandet av 13 politiska aktivister skulle ha varit ett oförhandlingsbart slutbud var, enligt Moretti, helt enkelt inte sant. I slutänden skulle Röda brigaderna, som redan vunnit en stor propagandaseger, ha nöjt sig med ett medgivande från DC:s partisekreterare att de 13 aktivisterna var ”politiska fångar” och ett informellt erkännande av Röda brigaderna som en politisk motpart som man kunde och borde förhandla med. Moretti försökte åstadkomma detta i sista stund genom att 30 april ringa upp Moros familj och be dem att försöka övertyga Zaccagnini att göra ett sådant uttalande. Försöket misslyckades och Röda brigaderna ställdes därmed inför valet att antingen döda eller utan någon motprestation släppa en fånge för vars tillfångatagande man redan hade dödat fem människor. Enligt Moretti var det knappast någon, och absolut inte DC:s ledning eller Moro själv som trodde att han skulle komma levande ut ur sitt fängelse. Moretti: ”Moro visste att han var dömd till döden, han visste om det sista försöket, han visste att det inte hade kommit något svar, han visste att det var över...”. Moretti tog på sig mordet under en intervju 1993 och uppgav att han hade skjutit Moro med elva skott i det underjordiska garaget på Via Camillo Montalcini 8 i Rom på morgonen 9 maj 1978. Han medgav att andra brigadister hade varit närvarande men namngav ingen av dem.. De uppgifter Moretti lämnade i intervjun var emellertid så detaljerade att även Germano Maccari omsider kunde identifieras som en andra gärningsman, åtalas 1993 och dömas som sådan tre år senare. Den forensiska undersökningen visade att Morettis och Maccaris versioner om vad som hade hänt inte kunde vara sanningsenliga.

## Tiden efter Moro och i fängelset
Efter Moros död tillbringade Moretti en längre period i Paris, där han kontaktades av franska kommunister som ville bilda en väpnad kamporganisation. Han träffade också medlemmar av ETA och RAF men kunde bara konstatera att det inte fanns tillräckliga förutsättningar för samarbete. Därefter tog han itu med problemet Milano, där samtliga reguljära medlemmar av Röda brigaderna gripits under hösten 1978. Tillsammans med Barbara Balzerani försökte Moretti återuppbygga organisationen där. Han greps i Milano av polisen 4 april 1981 efter tips från en angivare.. I häktet utsattes Moretti för ett mordförsök då en camorrista utan förvarning knivhögg honom ett flertal gånger när de möttes i en korridor men varför och på vems uppdrag har aldrig klarlagts. Moretti dömdes till sex livstidsstraff för bland annat sin delaktighet i mordet på Aldo Moro. Han var i princip en mönsterfånge och fick sin första permission som belöning för gott uppförande 1993 fyra dagar i frihet i Milano.  Från december 1997 har Moretti haft frigång från fängelset under dagtid. Denna status av villkorlig frihet under dagtid kvarstår sedan dess, vilket innebär att Moretti inte får lämna Milano och fortfarande (2020) måste tillbringa nätterna och helgerna i fängelset Carcere di Opera i Opera. Han avtjänar i princip fortfarande sitt livstidsstraff och det är oklart om han någonsin kommer att åtnjuta full frihet.